# حدس مهني
الاستكشافي أو الحدس المهني (بالإنجليزية: Heuristic)‏ هو مصطلح يشير إلى الطرق المستخدمة في حل المشاكل الإنسانية والآلية باللجوء إلى التجارب أو الخبرات التقنية. يعرف معجم اللغة العربية بالقاهرة الحدس المهني بأنه المقدرة النامية للفرد لحل المشاكل عن طريق الخبرة الطويلة.

## أمثلة
يعتبر مبدأ التجربة والخطأ أو المحاولة والخطأ أبرز مثال على التعامل مع المشاكل اليومية ويستخدم في التحليل العددي لحل العديد من المسائل الرياضية, التقنية والهندسية.
مثلا يستطيع الخباز معرفة الوقت والحرارة اللازمين لعمل رغيف الخبز دون الحاجة إلى مقياس لدرجة الحرارة ولا ساعة توقيت وهذا بسبب اكتسابه المهارة اللازمة منذ ابتدأ تعلم ذلك. عندما يرغب هذا الخباز أو ذاك الطباخ في تجربة وجبة جديدة فإنهما يستعينان بخبرتيهما في المحاولة حتى يبلغا ما أراده كل منهما ولكن في وقت ومحاولات أقل بكثير من الشخص العادي.
المثال السابق قد يبدو سخيفا للوهلة الأولى ولكن عند التمعن فيه يصبح من المنطقي فهم سبب لجوء مبتكري أنظمة التحكم الحديثة إلى ما يسمى بالمنطق الضبابي، والذكاء الاصطناعي، والشبكات العصبية.
يعد برنامج الشطرنج مثال آخر على قدرة اللاعب العالمي غاري كاسباروف على هزيمة الحاسوب ديب بلو بالرغم من سرعة الأخير التي لاتقارن والذي أدى إلى تطوير خوارزمية جديدة تقوم بخزن وتحليل مقدرات اللاعبين السابقين وباتالي قلب الهزيمة والتغلب على كاسباروف.